# 2017 en basket-ball
Chronologie du basket-ball
2016 en basket-ball - 2018 en basket-ball
Les faits marquants de l'année 2017 en basket-ball

## Événements

### Février
- du 17 au 19 février : Leaders Cup à Disneyland Paris
- 19 février : All-Star Game NBA à La Nouvelle-Orléans

### Avril
- du 29 au 30 avril : finales des EuroCoupes 2e, 3e et 4e division en handibasket (Coupe Vergauwen, Coupe Brinkmann et Challenge Cup).

### Mai
- du 5 au 6 mai : 42e édition de la Coupe d'Europe des clubs de basket-ball en fauteuil roulant à Adeje (Tenerife).

### Juin
Le 23 juin, l'Élan Chalon devient Champion de France contre Strasbourg en finale trois victoires à deux (victoire chalonnaise 74 à 65 lors du match 5 au Colisée) et remporte son deuxième titre de Champion de France.

### Septembre
- 11 septembre : Le groupe Altice annonce l’acquisition des droits de diffusion exclusive de l’Euroligue et de l’EuroCoupe pour 4 saisons, de 2017 à 2021, pour la France, la Suisse, Andorre et Monaco. Les matchs seront retransmis sur SFR Sport 2.

### Décembre
- 29 décembre : 31e édition du All-Star Game LNB

## Palmarès des sélections nationales

### Basket-ball à 5
| Lieu                    | Compétition                          | Médaille d'or, Coupe du Monde | Médaille d'argent, Coupe du Monde | Médaille de bronze, Coupe du Monde |
| Compétitions masculines | Compétitions masculines              | Compétitions masculines       | Compétitions masculines           | Compétitions masculines            |
| ----------------------- | ------------------------------------ | ----------------------------- | --------------------------------- | ---------------------------------- |
|                         | Championnat d'Afrique                | Tunisie                       | Nigeria                           | Sénégal                            |
|                         | Championnat des Amériques            | États-Unis                    | Argentine                         | Mexique                            |
|                         | Championnat d'Asie                   | Australie                     | Iran                              | Corée du Sud                       |
|                         | Championnat d'Europe                 | Slovénie                      | Serbie                            | Espagne                            |
|                         | Championnat d'Europe U20             | Grèce                         | Israël                            | France                             |
|                         | Championnat du monde U19             | Canada                        | Italie                            | États-Unis                         |
|                         | Championnat d'Europe U18             | Serbie                        | Espagne                           | Lituanie                           |
|                         | Championnat d'Europe U16             | France                        | Monténégro                        | Serbie                             |
|                         | Championnat d'Europe handibasket     | Turquie                       | Grande-Bretagne                   | Allemagne                          |
|                         | Championnat du Monde handibasket U23 | Grande-Bretagne               | Turquie                           | Australie                          |
| Compétitions féminines  |                                      |                               |                                   |                                    |
|                         | Championnat d'Afrique                | Nigeria                       | Sénégal                           | Mali                               |
|                         | Championnat des Amériques            | Canada                        | Argentine                         | Porto Rico                         |
|                         | Championnat d'Asie                   | Japon                         | Australie                         | Chine                              |
|                         | Championnat d'Europe                 | Espagne                       | France                            | Belgique                           |
|                         | Championnat d'Europe U20             | Espagne                       | Slovénie                          | Russie                             |
|                         | Championnat du monde U19             | Russie                        | États-Unis                        | Canada                             |
|                         | Championnat d'Europe U18             | Belgique                      | Serbie                            | France                             |
|                         | Championnat d'Europe U16             | France                        | Hongrie                           | Italie                             |
|                         | Championnat d'Europe handibasket     | Pays-Bas                      | Allemagne                         | Grande-Bretagne                    |

### Basket-ball à 3
| Lieu                    | Compétition             | Médaille d'or, Coupe du Monde | Médaille d'argent, Coupe du Monde | Médaille de bronze, Coupe du Monde |
| Compétitions masculines | Compétitions masculines | Compétitions masculines       | Compétitions masculines           | Compétitions masculines            |
| ----------------------- | ----------------------- | ----------------------------- | --------------------------------- | ---------------------------------- |
|                         | Championnat du Monde    | Serbie                        | Pays-Bas                          | France                             |
| Compétitions féminines  |                         |                               |                                   |                                    |
|                         | Championnat du Monde    | Russie                        | Hongrie                           | Ukraine                            |

## Palmarès des clubs
| Pays                         | Compétition                         | Vainqueur                        | Finaliste                    | Résultat                     |
| Compétitions internationales | Compétitions internationales        | Compétitions internationales     | Compétitions internationales | Compétitions internationales |
| ---------------------------- | ----------------------------------- | -------------------------------- | ---------------------------- | ---------------------------- |
| Europe                       | Euroligue (C1)                      | Fenerbahçe Ülker                 | Olympiakós                   | 80-64                        |
| Europe                       | EuroCoupe (C2)                      | Unicaja Málaga                   | Valencia BC                  | [2-1]                        |
| Europe                       | Ligue des champions (C3)            | Iberostar Tenerife               | Bandırma Banvit              | 63-59                        |
| Europe                       | FIBA EuropeCup (C4)                 | Nanterre 92                      | ES Chalon-sur-Saône          | 58-*58 ; *82-79              |
|                              | Ligue adriatique                    | Étoile rouge de Belgrade         | KK Cedevita                  | [3-0]                        |
|                              | VTB United League                   | CSKA Moscou                      | BC Khimki Moscou             | [3-0]                        |
|                              | Ligue baltique                      | Vytautas                         | BC Pieno žvaigždės           | 85-88 ; 89-74                |
|                              | Coupe d'Asie des clubs champions    | Riyadi Club Beyrouth             | Xinjiang Flying Tigers       | 88-59                        |
|                              | Coupe arabe des clubs champions     | Homenetmen Beyrouth              | AS Salé                      | 99-98                        |
|                              | Coupe d’Afrique des clubs champions |                                  |                              |                              |
| Compétitions nationales      |                                     |                                  |                              |                              |
|                              | National Basketball Association     | Warriors de Golden State         | Cavaliers de Cleveland       | [4-1]                        |
|                              | NCAA                                | Tar Heels de la Caroline du Nord | Bulldogs de Gonzaga          | 71-65                        |
|                              | Liga Nacional de Básquet            | Detalles San Lorenzo             | Club de Regatas Corrientes   | [4-1]                        |
|                              | National Basketball League          | Perth Wildcats                   | Illawarra Hawks              | [3-0]                        |
|                              | Championnat de Belgique             | BC Telenet Oostende              | Basic-Fit Brussels           | [3-1]                        |
|                              | Chinese Basketball Association      | Xinjiang Flying Tigers           | Guangdong Southern Tigers    | [4-0]                        |
|                              | A1 liga Ožujsko                     | Cedevita Zagreb                  | Cibona Zagreb                | [3-2]                        |
|                              | Championnat de République tchèque   | ČEZ Basketball Nymburk           | BK Děčín                     | [2-0]                        |
|                              | Eredivisie                          | Donar Groningen                  | Landstede Basketbal          | [4-1]                        |
|                              | Pro A                               | Élan Chalon                      | Strasbourg                   | [3-2]                        |
|                              | Basketball-Bundesliga               | Brose Baskets                    | EWE Baskets Oldenburg        | [3-0]                        |
|                              | HEBA                                | Panathinaïkos                    | Olympiakós                   | [3-2]                        |
|                              | Championnat d’Iran                  | Petrochimi Bandar Imam BC        | Sanat Naft Abadan BC         |                              |
|                              | Ligue israélienne de basket-ball    | Hapoël Jérusalem                 | Maccabi Haïfa                | 83-76                        |
|                              | Serie A                             | Reyer Maschile Venezia           | Aquila Basket Trento         | [4-2]                        |
|                              | Lietuvos Krepšinio Lyga             | Žalgiris Kaunas                  | Panevėžio Lietkabelis        | [4-1]                        |
|                              | Championnat du Monténégro           | KK Budućnost Podgorica           | KK Mornar Bar                | [3-2]                        |
|                              | Philippine Basketball Association   | San Miguel Beermen               | Barangay Ginebra San Miguel  | [4-1]                        |
|                              | Dominet Bank Ekstraliga             | Stelmet Zielona Góra             | Pierniki Toruń               | [4-1]                        |
|                              | Naša Sinalko Liga                   | Étoile rouge de Belgrade         | KK FMP Belgrade              | [3-0]                        |
|                              | UPC Telemach                        | Union Olimpija                   | KK Rogaška                   | [3-1]                        |
|                              | Liga ACB                            | Valencia Basket Club             | Real Madrid                  | [3-1]                        |
|                              | Championnat de Turquie              | Fenerbahçe                       | Beşiktaş JK                  | [4-0]                        |
|                              | Championnat d’Ukraine               | BK Boudivelnyk Kiev              | Khimik Youjne                | [3-1]                        |
|                              | British Basketball League           | Leicester Riders                 | Newcastle Eagles             | 84-63                        |

| Pays                         | Compétition                                    | Vainqueur                       | Finaliste                     | Résultat                     |
| Compétitions internationales | Compétitions internationales                   | Compétitions internationales    | Compétitions internationales  | Compétitions internationales |
| ---------------------------- | ---------------------------------------------- | ------------------------------- | ----------------------------- | ---------------------------- |
| Europe                       | Euroligue (C1)                                 | Dynamo Koursk                   | Fenerbahçe İstanbul           | 77-63                        |
| Europe                       | EuroCoupe (C2)                                 | Université du Proche-Orient     | AGÜ Kayseri                   | 73-*69, *63-58               |
|                              | Ligue adriatique                               | ŽKK Athlete Celje               | Beroe Stara Zagora            | 61-57                        |
|                              | Ligue baltique                                 | Dynamo Koursk                   | FCR Media Rapla KK            | 70-42                        |
| Compétitions nationales      |                                                |                                 |                               |                              |
|                              | Women's National Basketball Association (WNBA) | Lynx du Minnesota               | Sparks de Los Angeles         | [3-2]                        |
|                              | NCAA                                           | Gamecocks de la Caroline du Sud | Bulldogs de Mississippi State | 67-55                        |
|                              | Women's National Basketball League             | Sydney Uni Flames               | Dandenong Rangers             | [2-0]                        |
|                              | Championnat de Belgique                        | Castors Braine                  | Kangoroes Willebroek          | [2-0]                        |
|                              | Championnat de Croatie                         | ŽKK Medveščak Zagreb            | ŽKK Trešnjevka 2009 Zagreb    | [3-0]                        |
|                              | Championnat de République tchèque              | USK Prague                      | TJ Sokol Hradec Králové       | [3-0]                        |
|                              | Liga Femenina de Baloncesto                    | Perfumerias Avenida Salamanque  | Uni Gérone CB                 | [2-1]                        |
|                              | Ligue féminine de basket                       | ESB Villeneuve-d’Ascq           | Lattes-Montpellier            | [3-1]                        |
|                              | Championnat de Grèce                           | Olympiakós Le Pirée             | Athinaïkós Výronas            | [2-0]                        |
|                              | Championnat de Hongrie                         | UNIQA Sopron                    | Atomerőmű KSC Szekszárd       | [3-1]                        |
|                              | LegA Basket Femminile                          | BF Le Mura Lucques              | Famila Schio                  | [3-1]                        |
|                              | LSBL Championships                             | TTT Riga                        | Vega 1 Liepāja                | [3-0]                        |
|                              | LMKL                                           | KK Sūduva Marijampolė           | Hoptrans-Sirenos Kaunas       | [3-2]                        |
|                              | TBBL                                           | Université du Proche-Orient     | Fenerbahçe İstanbul           | [3-2]                        |
|                              | Montenegro League                              | ŽKK Budućnost Podgorica         | KK Lovćen Cetinje             | [2-0]                        |
|                              | Polska Liga Koszykówki Kobiet                  | Ślęza Wrocław                   | Wisła Cracovie                | [3-2]                        |
|                              | Superligue                                     | UMMC Iekaterinbourg             | Dynamo Koursk                 | [3-2]                        |
|                              | A League                                       | Étoile rouge de Belgrade        | ŽKK Radivoj Korać Belgrade    | [3-1]                        |

| Pays                         | Compétition                           | Vainqueur                    | Finaliste                        | Résultat                     |
| Compétitions internationales | Compétitions internationales          | Compétitions internationales | Compétitions internationales     | Compétitions internationales |
| ---------------------------- | ------------------------------------- | ---------------------------- | -------------------------------- | ---------------------------- |
| Europe                       | Coupe des Clubs champions (EuroCup 1) | CD Ilunion Madrid            | Unipol Sai Briantea84 Cantù      | 77-68                        |
| Europe                       | Coupe André Vergauwen (EuroCup 2)     | Galatasaray SK               | BSR Amiab Albacete               | 63-61                        |
| Europe                       | Coupe Willi Brinkmann (EuroCup 3)     | Hornets Le Cannet            | Fundación Grupo Norte Valladolid | 81-75                        |
| Europe                       | Challenge Cup (EuroCup 4)             | CD Amfiv Vigo                | Rhine River Rhinos Wiesbaden     | 68-59                        |
| Compétitions nationales      |                                       |                              |                                  |                              |
|                              | RBBL                                  | RSV Lahn-Dill                | RSB Thüringia Bulls              | [2-0]                        |
|                              | Nationale A (NA)                      | CS Meaux BF                  | Hornets Le Cannet                | 79-78                        |
|                              | Coupe de France                       | Hornets Le Cannet            | HSB Marseille                    | 85-55                        |

* : Score de l'équipe évoluant à domicile

## Décès
- 31 décembre : à l'âge de 47 ans décès d'une crise cardiaque de l'ancien basketteur et président du Limoges CSP Frédéric Forte